# Hall of Fame Tennis Championships 2015
L'Hall of Fame Tennis Championships 2015 è stato un torneo maschile di tennis giocato sull'erba. È stata la 40ª edizione dell'Hall of Fame Tennis Championships, che fa parte della categoria ATP Tour 250 nell'ambito dell'ATP World Tour 2015. Il torneo si è giocato all'International Tennis Hall of Fame di Newport dal 13 al 19 luglio 2015.
Il torneo ha visto il ritorno in campo, dopo nove anni, di Mark Philippoussis, ex top-10 e finalista in due Slam. Il trentottenne australiano ha ricevuto una wild card per le qualificazioni venendo tuttavia sconfitto al primo turno.

## Partecipanti

### Teste di serie
| Nazionalità | Giocatrice       | Ranking* | Testa di serie |
| ----------- | ---------------- | -------- | -------------- |
| Stati Uniti | John Isner       | 17       | 1              |
| Croazia     | Ivo Karlović     | 25       | 2              |
| Australia   | Bernard Tomić    | 26       | 3              |
| Stati Uniti | Jack Sock        | 31       | 4              |
| Francia     | Adrian Mannarino | 34       | 5              |
| Stati Uniti | Sam Querrey      | 36       | 6              |
| Stati Uniti | Steve Johnson    | 52       | 7              |
| Stati Uniti | Tim Smyczek      | 77       | 8              |

* Le teste di serie sono basate sul ranking al 29 giugno 2015

### Altri partecipanti
I seguenti giocatori hanno ricevuto una wild card per il tabellone principale:
- Tommy Haas
- Noah Rubin
- Bernard Tomić[1]

I seguenti giocatori sono passati dalle qualificazioni:

- Matthew Ebden
- Adrien Bossel
- Ante Pavić
- Jan Hernych

## Campioni

### Singolare
Rajeev Ram ha sconfitto in finale  Ivo Karlović con il punteggio di 7–6(5), 5-7, 7–6(2).
- È il secondo titolo in carriera per Ram, primo del 2015 e secondo qui a Newport.

### Doppio
Jonathan Marray /  Aisam-ul-Haq Qureshi hanno sconfitto in finale  Nicholas Monroe /  Mate Pavić con il punteggio di 4-6, 6-3, [10-8].